# 马康卫
马康卫（英語：Walter Patrick McConaughy, Jr.，1908年9月11日—2000年11月10日），美国外交官，出生于亚拉巴马州，1928年毕业于伯明翰南方学院（Birmingham-Southern College），后在杜克大学得到研究生学位。1948年至1950年任美国驻上海总领事，1950年至1952年间任美国驻港澳总领事。其后，还曾担任过美国驻缅甸、韩国、巴基斯坦大使及遠東事務助理國務卿等职，1966年起在台北擔任美国驻中华民国大使，并于1974年卸任。2000年在亚特兰大逝世。
據美國國務院「台北5869」號解密電文，外交部次長楊西崑在與馬氏會晤時提出自己的看法，楊西崑認為蔣中正可以行政命令擱置憲法，解散國民大會、立法院、監察院等機構，通令全島進行公投決定台灣前途，由台灣人民選出制憲會議，設立一個新的單一臨時民意代表機構，該機構由三分之二台灣人、三分之一外省人組成；楊西崑表示此方案需要美國支持並說服蔣介石，然而馬康衛在電文中評論這樣的方案低估了實施上的複雜度，以及在內政與外交上的可能結果，並懷疑蔣是否會這樣做，而美國總統尼克森及其高級顧問季辛吉因為正在籌劃北京之行，不理會這個方案。